# Mongo (lud)
Mongo lub Nkundo – jedna z najliczniejszych grup etnicznych Bantu w Demokratycznej Republice Konga. Grupa zamieszkuje w zdecydowanej większości na terenach ograniczonych przez rzekę Kongo na południu oraz rzeki Kasai i Sankuru na północy.
Lud ten posługuje się językiem mongo lub jemu pokrewnymi, przy czym w dużych ośrodkach miejskich często przeważa język lingala.
Lud Mongo dzieli się na wiele grup plemiennych, m.in.: Bolia, Bokote, Bongandu, Iyaelima, Ekonda, Mbole, Nkutu, Ntomba, Sengele, Songomeno, Dengese, Tetela-Kusu, Bakutu i Boyela.